# Xavier Dolan
Xavier Dolan-Tadros (Mont-real, 20 de març de 1989) es un actor, productor, director i guionista quebequès.

## Biografia
Dolan va néixer a Mont-real, Quebec. És fill de Geneviève Dolan i de l'actor i cantant quebequès d'origen egipci Manuel Tadros. Va començar la seva carrera a l'edat de sis anys, a la televisió, amb la participació en una vintena d'anuncis per a les farmàcies Jean-Coutu, realitzats per André Melancon.
El 2006 fa de Julien en el curtmetratge Miroirs d'été, d'Étienne Desrosiers. Curtmetratge que va ser seleccionat en festivals de Berlín, Kíev, San Diego i altres. El 2007 va fer d'Antoine en la controvertida pel·lícula de terror de Pascal Laugier, Martyrs.
El 2008, a l'edat de 19 anys, va dirigir i escriure la seva primera pel·lícula, J'ai tué ma mère, per la qual va guanyar tres premis al Festival de Canes el 2009. Dolan va reconèixer haver escrit el guió a l'edat de setze anys, basant-se en les pròpies vivències i barrejant-les amb la ficció.
El seu segon film, Les Amours imaginaires es va estrenar el 2010. Segueix la vida de dos amics que estan enamorats del mateix noi misteriós. Inevitablement, la seva amistat se'n ressent. Per a aquest segon treball, Dolan va realitzar les funcions de director, productor i actor, a més de la supervisió dels departaments de vestuari i direcció d'art. Es va estrenar en la categoria Un Certain Regard al 63è Festival de Cannes, al maig de 2010, rebent una gran ovació. A més, va guanyar el primer premi de l'Official Competition del Sydney Film Festival al juny.
El seu tercer llargmetratge, Laurence Anyways, va ser estrenat el 2012, i evidencia el seu talent a l'hora de mostrar en la pantalla històries d'amor. És un drama romàntic que explica la història d'una dona transgènere i la seva esposa en la dècada de 1990. La pel·lícula fou coproduïda per Lyla Films i MK2, i filmada íntegrament al Quebec. Aquest film va ser seleccionat, una altra vegada, a la secció Un Certain Regard del Festival de Canes de 2012. La pel·lícula va guanyar el premi a la Millor Pel·lícula Canadenca al Festival Internacional de Cinema de Toronto. La decisió unànime del jurat afirmava: «L'energia que desprèn la pel·lícula és impressionant, és un nou tipus d'història d'amor, vam tenir l'honor de veure un gran geni».
El març de 2013, Dolan realitzà el videoclip de la cançó «College Boy» del grup francès Indochine. Es mostra un adolescent, interpretat per Olivier Antoine Pilon, que és colpejat i humiliat pels seus companys de classe. A principis de maig de 2013, el Consell Superior de l'Audiovisual (CSA) francès va considerar la prohibició del clip a menors de 18 anys. Dolan va explicar que la violència que es mostra en el videoclip no és gratuïta, i que està destinada a denunciar l'assetjament escolar. També va afegir que aquesta posició del CSA atorgava una major importància al seu treball.
El 25 de juliol de 2013, es va anunciar que la seva quarta pel·lícula seria una adaptació de l'obra del dramaturg Michel Marc Bouchard, Tom à la ferme. La pel·lícula, un thriller psicològic, es va estrenar a la secció principal en el 70è Festival Internacional de Cinema de Venècia el 2 de setembre de 2013, on va rebre el premi FIPRESCI. Dolan -director, guionista i actor de la pel·lícula- va valorar aquest premi com «un honor molt singular i agradable».
Mommy, la següent pel·lícula de Dolan, del 2014, va guanyar el Premi del Jurat en el Festival de Cinema de Canes d'aquell mateix any, compartit amb la pel·lícula de Jean-Luc Godard, Adieu au langage. La presidenta del jurat fou Jane Campion, i Dolan, en rebre el premi, va assegurar: «El piano [la coneguda obra de Campion] va ser la primera pel·lícula que vaig veure que realment va definir el que sóc. Em va fer agafar ganes d'escriure pel·lícules. El simple fet d'estar aquí en aquest escenari davant de vós és extraordinari». La seva següent pel·lícula, Juste la fin du monde va guanyar el Gran Premi del Festival de Cinema de Canes.

## Filmografia[2]

### Cinema
- 2009: J'ai tué ma mère
- 2010: Les amours imaginaires
- 2012: Laurence Anyways
- 2013: Tom à la ferme
- 2014: Mommy
- 2016: Juste la fin du monde
- 2018: Ma vie avec John F. Donovan
- 2019: Matthias & Maxime

### Videoclips
- 2013: Indochine: «College Boy»
- 2015: Adele: «Hello»

## Influències
L'univers dolanià es basa en una sèrie d'influències cinematogràfiques que es consideren les pel·lícules preferides del cineasta canadenc:

### La Belle et la Bête(La Bella i la Bèstia), deJean Cocteau(1946)[3]
| «                                                 | Uh ... 1946. Com és possible? Tot el vapor, els fosos, els efectes tècnics que poden utilitzar-se avui en dia eren llavors revolucionaris. I això és exactament el que era Cocteau: un revolucionari. Ho eren totes les seves petites i intel·ligents creacions: canelobres subjectats per braços penjats a les parets, els poders del mirall, les perles magnètiques atretes per la mà, el vol que fan al final. Mil nou-cents quaranta-sis! Estimar aquesta pel·lícula és probablement una declaració radical d'identitat sexual. Ho sé. És igual. Mil nou-cents quaranta-sis. Sí, és correcte. | » |
| — Xavier Dolan, Filmin (via Criterion Collection) | |   |

Dolan ha captat especialment d'aquesta pel·lícula el paper de la música i de l'attrezzo, l'elegància del decorat i la idea d'un amor complicat. A més a més, el canadenc també va utilitzar els dibuixos eròtics de Jean Cocteau per a la pel·lícula Les Amours Imaginaires.

Cartell del film Les quatre cents coups

### Les quatre cents coups(Els 400 cops), deFrançois Truffaut(1956)[3]
| «                                                 | El primer cop que em vaig enamorar. I que em vaig tornar a enamorar. Bàsicament, és la meva infància (amb matisos, és clar). Estic segur de no ser l'únic que es va preguntar si hi havia càmeres ocultes a casa meva. Jean-Pierre Léaud està al cim d'aquest joc; ell va crear, en el seu moment, les seves pròpies regles d'interpretació, la seva pròpia escola en la seva ment, i ell va obrir la porta a molts actors i actrius. Un mai no podrà dir "Léaud està horrible en aquesta o aquella pel·lícula". No. És Léaud, simplement. És més, mai no podràs pensar un altre actor que el pugui reemplaçar. Mai. Aquesta pel·lícula fa justícia al seu títol: et colpeja. No em sento molt original en dir que aquesta va ser la pel·lícula que em va fer voler ser director. I això em recorda tot el temps que em queda encara per aprendre. | » |
| — Xavier Dolan, Filmin (via Criterion Collection) | |   |

Dolan es va inspirar en aquest film per reflectir en les seves pel·lícules (com J'ai tué ma mère o Mommy) la relació de tensió entre mare-fill i sobretot la rebel·lió del protagonista.

Pòster de la pel·lícula Viskningar och rop

### Viskningar och rop(Gritos y susurros), deIngmar Bergman(1972)[3]
| «                                                 | Aclaparadorament impressionant (i gairebé intimidant) actuació. Una tècnica al·lucinant. Un sensible i profund retrat del dolor tangible, la malaltia, el dolor i la solitud. Ah, i fosos en vermell. | » |
| — Xavier Dolan, Filmin (via Criterion Collection) | |   |

Dolan reprodueix en els seus films, seguint el fil d'aquesta obra, els plans detalls, el paper de la dona, el vessant artístic (escenes que semblen autèntics quadres) i el sentiment de melancolia, de solitud i el temor a l'absència. 

### El director de cinema, productor, guionista i escriptor americàGus Van Sant[3]
| «                                                 | Van Sant és el meu heroi. | » |
| — Xavier Dolan, Filmin (via Criterion Collection) |                           |   |

Del cinema de Gus Van Sant, Dolan ha captat l'ambientació (anys 1980 i 1990), la il·luminació, el tràveling d'esquena i l'estètica del videoclip (Elephant, 2003). D'altra banda, l'estil dinàmic i modern de moda al cinema artístic francès, la quotidianitat i lentitud de les accions (Last Days, 2005). I, per acabar, els moviments ràpids de càmera en certes seqüències acompanyades d'inestabilitat, com una gravació d'estil casolà (Paranoid Park, 2007).

### Titanic, deJames Cameron(1997)[4]
| «                                       | Kate Winslet m'ha inspirat a convertir-me en actor, director, dissenyador de vestuari... M'ha ajudat a créixer com a artista i com a ésser humà d'una manera que ella mai no sabrà. Quan la vaig veure a Titanic, tenia 8 anys. Vaig veure la pel·lícula i em vaig dir: 'Oooh, mira això'. Grans idees, ambició, més gran que la vida, em va ensenyar que no hi havia límits per a les coses que un podia somiar. | » |
| — Xavier Dolan, Revista digital Mor.bo. | |   |

### IT(ESO), d'Andrés Muschietti(2017)
| «                                | IT és la meva pel·lícula preferida d'aquest segle. | » |
| — Xavier Dolan, Dolan a un tweet |                                                    |   |

A més a més, Xavier Dolan formarà part del repartiment d' IT: Chapter 2 (IT: Capítol 2).

## Premis

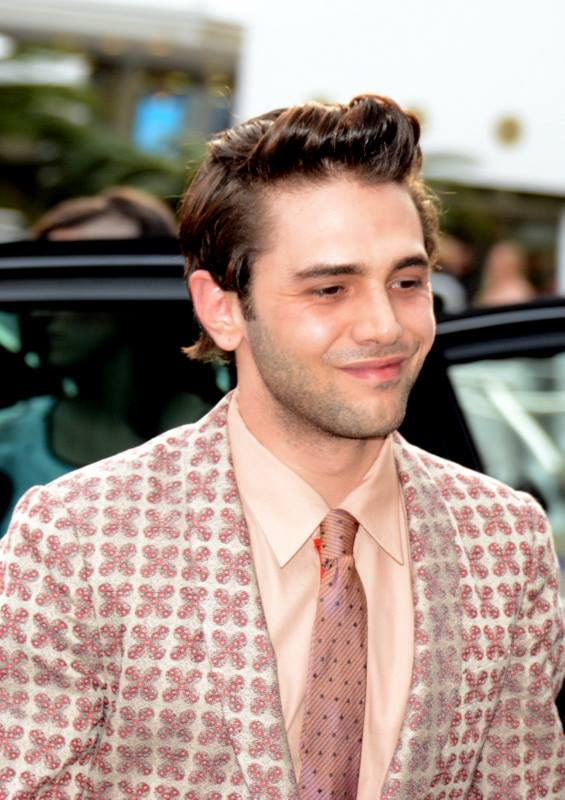
Xavier Dolan a Canes l'any 2015

- Xavier Dolan a Canes l'any 2015Festival de Canes 2009 (selecció «Quinzaine des réalisateurs»):
  - Premi Art i Assaig de la CICAE per J'ai tué ma mère
  - Premi de la SACD a l'escenografia per J'ai tué ma mère
  - Premi a la Jove Promesa per J'ai tué ma mère
- Festival Internacional del Cine Francòfon de Namur 2009:
  - Bayard d'Or per J'ai tué ma mère
  - Bayard d'Or a la Millor Òpera Prima per J'ai tué ma mère
- Festival Internacional de Cine de Rotterdam 2010: MovieSquad Award per J'ai tué ma mère
- Vancouver Film Critics Circle Awards 2010:
  - Millor Pel·lícula Canadenca per J'ai tué ma mère
  - Millor Director Canadenc per J'ai tué ma mère
  - Millor Actor Canadenc per J'ai tué ma mère
- Toronto Film Critics Association Awards 2010: 1r Premi Jay Scott per J'ai tué ma mère
- Premis Jutra 2010:
  - Millor Pel·lícula per J'ai tué ma mère
  - Millor Escenografia per J'ai tué ma mère
  - Pel·lícula amb més èxit fora del Quebec per J'ai tué ma mère
- Premis Claude-Jutra 2010: Millor Pel·lícula Novell per J'ai tué ma mère
- Festival de Canes 2010: Premi de la Joventut per Les Amours Imaginaires.
- Festival de Cine de Sidney 2010: Premi del Festival per Les Amours Imaginaires
- Premi a la Lluita contra la homofòbia 2011
- Festival de Canes 2012 (selecció «Un certain regard»): Queer Palm per Laurence Anyways
- Festival de Cine de Cabourg 2012:
  - Gran Premi per Laurence Anyways
  - Premio de la Joventut per Laurence Anyways
- Festival Internacional de Cine de Toronto 2012: Millor Pel·lícula Canadenca per Laurence Anyways
- Festival Internacional de Cine de Venècia 2013: Premi FIPRESCI per Tom à la ferme.
- Festival 2 Valenciennes 2014:
  - Premi de la Crítica per Tom à la ferme
  - Premi al Millor Actor (compartit amb Pierre-Yves Cardinal)
- Festival de Canes 2014: Premi del Jurat por Mommy
- Festival de Canes 2016: Grand Prix per Juste la fin du monde